# Lajos Tárkony
Lajos Tárkony, jiným jménem Ludvík Totsche (1902, Budapest – 15. července 1978) byl maďarský referent na ministerstvu financí, spisovatel, překladatel, recenzent a esperantista.

## Dílo
- De paĝo al paĝo (1932)
- Soifo (1964)
- Esperanto (báseň, in: Nova Esperanta krestomatio, 1991)